# Lamprocles
Lamprocles foi um filho do filósofo grego Sócrates e de sua mulher Xântipe. Sócrates era filho de Sofronisco e Fenareta.
De acordo com Aristóteles, citado por Diógenes Laércio, Lamprocles era o filho de Sócrates e Xântipe; Sócrates também foi casado com Mirto, filha de Aristides, o Justo, com quem teve dois filhos, Sofronisco e Menexeno. De acordo com Diógenes Laércio, houve várias versões sobre os casamentos de Sócrates, de acordo com Aristóteles, Xântipe foi a primeira esposa e Mirto a segunda, de acordo com outros, não citados, Mirto foi a primeira e Xântipe a segunda, e, de acordo com Sátiro e Jerônimo de Rodes, Sócrates teve duas esposas ao mesmo tempo, porque Atenas estava com falta de homens e foi passado um decreto autorizando um cidadão ateniense se casar com uma ateniense e ter filhos com outra.
Cláudio Eliano lista Sócrates como um dos grandes homens que gostavam de brincar com crianças: uma vez, Alcibíades surpreendeu Sócrates brincando com seu filho Lamprocles.
Lamprocles era apenas uma criança (meirakion) à época do julgamento e morte de Sócrates. De acordo com Aristóteles, os descendentes de Sócrates foram especialmente pouco notórios: "bobos e tolos".
Plutarco, em seu texto De Genio Socrates, utiliza Lamprocles como artifício para indicar ao leitor que o personagem, Timarco, era fictício, ao dizer que ele morreu jovem, pedindo a Sócrates para ser enterrado ao lado de Lamprocles.